# Nikolaos Kaklamanakis
Nikolaos Kaklamanakis (griechisch Νικόλαος Κακλαμανάκης, * 19. August 1968 in Athen) ist ein griechischer Windsurfer.
Er gewann 1996 bei den Olympischen Sommerspielen in Atlanta die Goldmedaille. Bei den Olympischen Sommerspielen in Athen wurde er Zweiter. Er war ebenfalls 1996, 2000, 2001 Weltmeister, 1994 Europameister und 1995 und 1996 Weltranglisten-Erster. Nikolaos Kaklamanakis entzündete bei der Eröffnungsfeier zu den Olympischen Sommerspielen 2004 in Athen das olympische Feuer. Bei der Abschlusszeremonie der Olympischen Sommerspiele 1996 trug er die griechische Flagge. Ebenso war er beim Einmarsch der Athleten bei den Olympischen Sommerspielen 2000 in Sydney Fahnenträger der griechischen Olympiamannschaft.